# Alfred Costa i Folgado
Alfred Costa i Folgado (Torrent, 1969) és un periodista i professional de l'audiovisual valencià. Va ser el director general d'À Punt Mèdia entre el 2020 i el 2024.
Llicenciat en Periodisme, va iniciar la seua trajectòria professional en Radio Nacional de España (RNE) a València al 1988. Al 1990 s'incorpora a Radiotelevisió Valenciana (RTVV), on va desenvolupar tasques de guionista i presentador. Entre 1997 i 2013 va ser-ne cap de Promocions, Programes, Programació, Nous Projectes i Ficció Seriada. Ha sigut director creatiu en productores privades (2010-2011) i cap de Compres en la distribuïdora de cinema Art Mood de Barcelona (2013-2015).
A les eleccions municipals de 2015 a Torrent (l'Horta Sud) resultà elegit regidor pel PSPV-PSOE i es va fer càrrec del departament de Cultura, Comunicació, Transparència i Turisme del govern de l'alcalde Jesús Ros. Abandonà l'acta de regidor el 2018 per a incorporar-se a À Punt com a cap d'Emissions, càrrec que ha ocupat fins que l'han nomenat director general de la societat.
Pel que fa a la docència, va ser professor de Creació de Continguts a la Universitat CEU San Pablo (2005-2017) i professor convidat en el Màster de Continguts de la Universitat de València (2018 i 2019).

## À Punt
Costa fou elegit director d'À Punt el febrer de 2020, després de tres votacions, fins que finalment obtingué la majoria necessària. El seu projecte es marcà com objectiu superar el 3% d'audiència mensual a partir del tercer trimestre del 2020, i reconduir la programació cap a la franja de més de 45 anys, per assegurar més audiència. Per a finals de 2023, l'objectiu era aconseguir una audiència del 4%.
El 2023, À Punt tenia una audiència anual del 2,2%, tot i que el mes de març, que coincidia amb les Falles, feu un rècord històric d'audiència mensual, amb un 4,4%. Aquell mateix mes de març, Costa fou reelegit per les Corts Valencianes per a un segon mandat, en el qual prometia impulsar un segon canal de ràdio, dedicat a la música, durant l'any 2024. Un diputat de Compromís, Josep Nadal, trencà la disciplina del seu grup i no votà a favor de la renovació en el càrrec per motius de consciència, al·legant que el model de Costa com a Director General era el de les notícies de Canal 9 i el de la tornada de Bárbara Rey.
L'octubre del 2023 es presenta la primera programació després de les Eleccions a les Corts Valencianes del 2023, i la primera de la segona etapa de Costa, on es va decidir suprimir la programació infantil. L'eliminació de la programació infantil es feu sense previ avís i sense cap explicació, motiu que provocà que el Consell de la Ciutadania demanés una reunió amb el director general per a que els informés de la decisió. Aquella decisió provocà també una multiplicació de les queixes i suggeriments a l'emissora, demanant que es rectifiqués la situació.
Segons declarà Alfred Costa en la presentació de la nova temporada, el seu objectiu per a 2023-2024 era el de créixer el doble que les altres cadenes.
L'octubre del 2023 l'audiència mensual d'À Punt fou del 2,5%, mig punt per baix del mes anterior, i des d'aleshores sols arribaria al 3% d'audiència mensual durant les falles del 2024. A partir d'abril del 2024, l'audiència tornaria a estar per baix de l'objectiu marcat, amb un 2% mensual.
El 20 de novembre de 2024 Costa va dimitir com a director general d'À Punt per motius personals, després que es fes públic que el president de la Generalitat va oferir a Maribel Vilaplana la direcció del mitjà. Sota la seva direcció i amb la cobertura informativa sobre la gota freda de 2024 al País Valencià, la Diada Nacional del País Valencià i la manifestació que va tenir lloc pels carrers de València el dissabte 9 de novembre, en la qual van participar 130.000 persones, À Punt havia dissipat els fantasmes de Canal 9, que havia tingut un paper fonamental en el silenciament de les crítiques en episodis catastròfics similars com ara l'accident de metro a València del 2006, en el qual van morir 43 persones.